# TER Гранд-Ест
TER Гранд-Ест (також TER Fluo) — транспортна компанія у Франції, яка працює як підмережа національної регіональної транспортної мережі Transport express régional для регіону Гранд-Ест. 
Працюють залізничні та додаткові автобусні маршрути. 
TER Гранд-Ест створено після зміни розкладу 11 грудня 2016 року шляхом злиття раніше незалежних TER Ельзас, TER Шампань-Арденни і TER Лотарингія.

## Історія
1 січня 2016 року регіони Ельзас, Лотарингія та Шампань-Арденни об’єднані в новий регіон Гранд-Ест. 
Після зміни розкладу 11 грудня 2016 року мережі TER були об’єднані, а операційна угода між регіоном і SNCF була підписана 19 грудня. 
На початку роботи мережею TER Гранд-Ест щодня курсували 1616 поїздів і 450 автобусів. 

З 1 вересня 2017 року набула чинності нова узгоджена система ціноутворення. 

За кількістю поїздів TER Гранд-Ест є другою за величиною регіональною мережею TER (після Transilien у столичному регіоні Іль-де-Франс). 

1 січня 2018 року рух поїздів за маршрутом Мюлуз — Париж, який раніше входив до мережі Інтерсіті SNCF, було передано в регіон Гранд-Ест. 
На середину 2020-х регіоном пролягає один із найдовших у Франції маршрутів поїздів TER, завдовжки 515 км. 

22 грудня 2018 року залізничний рух на маршрутах Епіналь — Сен-Діє та Сарегемін — Сарр-Юньон було припинено та замінено автобусним сполученням. 

З весни 2019 року TER Гранд-Ест працює в мережі «Fluo Grand Est», яка об’єднує різні транспортні компанії під одним брендом. 
Використовується торгова марка «TER Fluo».
Після тендеру, проведеного у 2024 році, дочірня компанія Transdev отримала 22-річну концесію на обслуговування лінії Нансі — Контрексевіль, відкриття трафіку заплановано на 2027 рік після відновлення лінії (наразі закритої для руху) після реконструкції. 
Ця подія ознаменувала кінець монополії SNCF на надання залізничних послуг TER у регіоні Гранд-Ест. 

## Рухомий склад
Рухомий склад TER Гранд-Ест здебільшого походить із розформованих мереж TER у регіонах Ельзас, Лотарингія та Шампань-Арденни. 
Виняток становлять агрегати Coradia Liner і деякі локомотиви SNCF Class BB 26000, які були закуплені лише після реформування.
До грудня 2017 року поїзди складалися виключно з локомотивів SNCF Class BB 15000 та вагонів Corail. 
Потяги пропонують секції першого та другого класу. 
З кінця 2017 року потяги поступово замінюються на вагони Coradia Liner (серія B 85000 ). 
Однак ємності нових вагонів недостатньо, тому вагони Corail також потребують модернізації. 
 
Крім того, були закуплені локомотиви SNCF Class BB 26000 для заміни 45-річних вагонів серії ВВ 15000. 